# Catherine Leann Hepburn
Catherine Leann Hepburn (1963. február 16. –) amerikai nemzetközi női labdarúgó-játékvezető.

## Pályafutása

### Nemzeti játékvezetés
A nemzeti labdarúgó-szövetségének megfelelő bírói bizottságok minősítése alapján jutott magasabb osztályokba. A küldési gyakorlat szerint rendszeres 4. bírói szolgálatot is végzett. Az I. Liga játékvezetőjeként 2008-ban vonult vissza.

### Nemzetközi játékvezetés
Az Amerikai labdarúgó-szövetség Játékvezető Bizottsága (JB) terjesztette fel nemzetközi játékvezetőnek, a Nemzetközi Labdarúgó-szövetség (FIFA) 1995-től tartotta nyilván bírói keretében. A FIFA JB központi nyelvei közül a angolt és a spanyolt beszéli. Több nemzetek közötti válogatott és klubmérkőzést vezetett, vagy működő társának 4. bíróként segített. A  nemzetközi játékvezetéstől 2008-ban a FIFA JB 45 éves korhatárát elérve búcsúzott.

#### Női labdarúgó-világbajnokság
A világbajnoki döntőkhöz vezető úton Németországba a II., az 1995-ös női labdarúgó-világbajnokságra a FIFA JB játékvezetőként alkalmazta. Világbajnokságon vezetett mérkőzéseinek száma: 1

##### 1995-ös női labdarúgó-világbajnokság

###### Világbajnoki mérkőzés
| Időpont         | Helyszín                     | Mérkőzés típusa              | Mérkőzés       | Eredmény | Nézők száma |
| --------------- | ---------------------------- | ---------------------------- | -------------- | -------- | ----------- |
| 1995. június 7. | Tingvallen Stadion, Karlstad | csoportmérkőzés (A. csoport) | Brazília–Japán | 1 – 2    | 2286        |

## Sportvezetőként
Az Aurora Public Schools  6-14 korosztály labdarúgó csapatainak edzője.